# Traminda variegata
Traminda variegata är en fjärilsart som beskrevs av Louis Beethoven Prout 1938. Traminda variegata ingår i släktet Traminda och familjen mätare. Inga underarter finns listade i Catalogue of Life.